# John Ratzenberger
John Dezso Ratzenberger (sinh ngày 6 tháng 4 năm 1947) là một nam diễn viên người Mỹ.

## Thời thơ ấu
Ratzenberger sinh ra ở Bridgeport, Connecticut, con trai của Bertha Veronica (nhũ danh Grochowski), người làm việc cho Remington Arms, và Dezso Alexander Ratzenberger, một tài xế xe tải Texaco. Cha của ông là người gốc Áo và Hungary, và mẹ ông là người gốc Ba Lan. Ông đã theo học trường St. Ann ở Bridgeport và Đại học Sacred Heart ở Fairfield, Connecticut. Năm 1969, Ratzenberger là một nhà điều hành máy kéo tại Liên hoan Woodstock. Ông chuyển đến London năm 1971 và ở đó 10 năm.